# Conigephyra discolepia
Conigephyra discolepia är en fjärilsart som beskrevs av George Francis Hampson 1910. Conigephyra discolepia ingår i släktet Conigephyra och familjen tofsspinnare. Inga underarter finns listade i Catalogue of Life.